# Rásid Nekrúz
Rásid Nekrúz (arabul: راشد نقروز); 1972. április 10. –) marokkói válogatott labdarúgó.

## Pályafutása

### Klubcsapatban
1993 és 1994 között az MC Vuzsda csapatában játszott. 1994 és 1997 között a svájci Young Boys, 1997 és 2003 között az olasz AS Bari játékosa volt. 

### A válogatottban
1994 és 2000 között 52 alkalommal játszott a marokkói válogatottban és 3 gólt szerzett. Részt vett az 1994-es és az 1998-as világbajnokságon, illetve a 2000-es afrikai nemzetek kupáján.